# Ostrobodno
Ostrobodno [ɔstrɔˈbɔdnɔ] (tiếng Đức: Ostenheide) là một ngôi làng thuộc khu hành chính của Gmina Płoty, thuộc quận Gryfice, West Pomeranian Voivodeship, ở phía tây bắc Ba Lan. Nó nằm khoảng 16 kilômét (10 mi)   phía đông bắc Płoty, 18 km (11 mi) ở phía đông Gryfice và 78 km (48 mi)     về phía đông bắc của thủ đô khu vực Szczecin.
Trước năm 1945, khu vực này là một phần của Đức.